# District de Djamboul (Almaty)
Le district de Djamboul (kazakh : Жамбыл ауданы) est un district de l’oblys d'Almaty au Kazakhstan. 

## Géographie
Le centre administratif du district est la ville d'Uzynagash (en).
Le district a une population estimée de 137 129 habitants en 2013.